# Nobutoshi Kaneda
Nobutoshi Kaneda (金田 喜稔, Kaneda Nobutoshi, Hiroshima, 6 februari 1958) is een Japans voormalig voetballer die als aanvaller speelde.

## Clubcarrière
In 1976 ging Kaneda naar de Chuo University, waar hij in het schoolteam voetbalde. Nadat hij in 1980 afstudeerde, ging Kaneda spelen voor Nissan Motors. Met deze club werd hij in 1988/89 en 1989/90 kampioen van Japan. Kaneda veroverde er in 1983, 1985, 1988 en 1989 de Beker van de keizer en in 1988, 1989 en 1990 de JSL Cup. In 11 jaar speelde hij er 157 competitiewedstrijden en scoorde 21 goals. Kaneda beëindigde zijn spelersloopbaan in 1991.

## Japans voetbalelftal
Nobutoshi Kaneda debuteerde in 1977 in het Japans nationaal elftal en speelde 58 interlands, waarin hij 6 keer scoorde.

## Statistieken
| Japans voetbalelftal | Japans voetbalelftal | Japans voetbalelftal |
| Jaar                 | Wed.                 | Dlp.                 |
| -------------------- | -------------------- | -------------------- |
| 1977                 | 1                    | 1                    |
| 1978                 | 14                   | 0                    |
| 1979                 | 3                    | 0                    |
| 1980                 | 12                   | 2                    |
| 1981                 | 6                    | 0                    |
| 1982                 | 8                    | 0                    |
| 1983                 | 8                    | 2                    |
| 1984                 | 6                    | 1                    |
| Totaal               | 58                   | 6                    |